# Вулиця Івана Дзюби (Київ)
Ву́лиця Івана Дзюби — вулиця у Святошинському районі міста Києва, масиви Микільська Борщагівка (7-й, 7-й А та 12-й мікрорайони) та Південна Борщагівка. Пролягає від проспекту Леся Курбаса до вулиці Симиренка і бульвару Миколи Руденка.
Прилучаються проспект Академіка Корольова, вулиці Пшенична, Академіка Корольова, Василя Доманицького, Василя Кучера.

## Історія
Вулиця виникла у 60-ті роки XX століття під назвою вулиця 10-в. З 1967 до 2022 року мала назву Сім'ї Сосніних на честь учасників антинацистського підпілля у Малині Ніни та Івана Сосніних. 1967 року було розпочато забудову вулиці.
8 грудня 2022 Київрада перейменувала вулицю на честь українського літературознавця, критика, громадського діяча, активного учасника руху за незалежність України, дисидента радянських часів, Героя України Івана Михайловича Дзюби.

## Установи
- Український НДІ спеціальних будівельних робіт (буд. № 7-А)
- Київський професійний ліцей ювелірного мистецтва (буд. № 13)
- Міжрегіональний центр професійно-технічної освіти автотранспорту та будівництва (буд. № 15-А)
- Центральна СДЮШОР з легкої атлетики (буд. № 15-А)